# Втрати 24-ї окремої механізованої бригади
У статті описано деталі загибелі бійців 24-ї окремої механізованої бригади.

## Поіменний перелік

### 2014
1. командир 1 механізованого батальйону підполковник Ігор Ляшенко
2. командир розвідувальної роти бригади капітан Степан Воробець
3. старший сержант Андрій Повстюк
4. старший солдат Юрій Прихід
5. солдат Микола Шайнога
6. солдат Віктор Сивак
7. солдат Віктор Семчук

1. 10 липня — сержант Леськів Андрій Ігорович, солдат Проць Сергій Володимирович.

11 липня
1. молодший сержант Вихопень Василь Ігорович
2. молодший сержант Мар'ян Дишель
3. молодший сержант Колтун Володимир Михайлович
4. молодший сержант Костів Юрій Миронович
5. молодший сержант Лущик Віктор Федорович
6. молодший сержант Руснак Микола Ігорович
7. старший солдат Голуб Юрій Григорович
8. старший солдат Ковалик Василь Степанович
9. старший солдат Кратко Роман Зіновійович
10. старший солдат Кунтий Євген Олександрович
11. старший солдат Мисик Тарас Ігорович
12. солдат Береза Іван-Віталій Володимирович
13. солдат Борис Ігор Володимирович
14. солдат Василиха Петро Степанович
15. солдат Вербицький Володимир Володимирович
16. солдат Логин Михайло Романович
17. солдат Нагорний Юрій Васильович
18. солдат Попович Володимир Романович
19. солдат Цікало Богдан Богданович
20. солдат Шпирка Володимир Михайлович

1. 15 липня — старший сержант Коваль Максим Олександрович.
2. 22 липня — старший солдат Васькало Роман Вікторович.
3. 24 липня — капітан медичної служби Рокіцький Сергій Дмитрович, солдат Лейба Павло Радович.
4. 29 липня  — старший лейтенант Родич Андрій Ігорович.
5. 1 серпня — молодший сержант Панечко Андрій Іванович.
6. 7 серпня, під Степанівкою загинув сержант Стельмах Тарас Іванович.
7. 14 серпня — солдат Мартинюк Василь Васильович.
8. 17 серпня під час артилерійського обстрілу поблизу міста Лутугине загинув старший солдат 24-ї бригади Іван Луцишин — вибухова травма грудної клітки.
9. 20 серпня в бою загинули молодші сержанти 24-ї бригади Сергій Білоус та Микола Штинда.
10. 21 серпня — Костянтин Лук'янюк загинув біля Лутугиного під час обстрілу російськими терористами старший солдат 24-ї бригади, прикрив своїм тілом інших побратимів, аби вони залишилися живими. З п'яти вояків вижило два.
11. 26 серпня, рятуючи побратимів, під обстрілом артилерії вивозив поранених підполковник 24-ї бригади Владислав Веливок, осколки «града» влучили в його «Урал», у бою поліг сержант Ігор Гнівушевський.
12. 27 серпня Олексій Сковородін загинув у районі смт Новосвітлівка від вибухової травми капітан 24-ї бригади, їхав рятувати побратимів, зазнав поранення, несумісного із життям.
13. 1 вересня Зеновій Колодій загинув в бою під Лутугиним.
14. 13 жовтня — військовослужбовці 24-ї бригади біля села Трьохізбенка Слов'яносербського району наразилися на встановлені диверсійно-розвідувальними групами терористів розтяжки з гранатами; двоє військових загинули Сергій Побережник та Валерій Чухрай, один поранений[1].
15. 19 жовтня — під час супроводження вантажу з провізією на один з блокпостів Бахмутської траси, внаслідок прямого влучення снаряду в танк, загинув старший солдат Вадим Рогожкін.
16. 29 жовтня — близько 15:40 поблизу села Кримське Новоайдарського району під час мінометного обстрілу загинули Андрій Білоус та Юрій Новіцький.
17. 10 листопада — під Сокільниками загинув від розриву мінометного стрільня солдат 24-ї бригади Сергій Левчук.
18. 14 листопада — під час обстрілу поблизу села Кримське загинув солдат 24-ї бригади Сергій Клименко, перебуваючи у БМП, прикривав відхід підрозділу із засідки, чим врятував 18 бойових товаришів. Однак у бойову машину прямим попаданням влучив протитанковий снаряд.
19. 28 грудня — на блокпосту під Лисичанськом смертельного поранення зазнав молодший сержант 24-ї бригади Куценко Андрій Юрійович[2].

### 2015
1. 21 січня — біля смт Фрунзе у боях за Бахмутку загинув старший лейтенант Володимир Збишко.
2. 24 січня — помер від поранень під час лікування молодший сержант Свирид Руслан Григорович[3].
3. 6 лютого — у боях за Бахмутку загинув старший прапорщик Василь Ткаченко.
4. 9 лютого — близько 20-ї години під час артилерійського обстрілу 34-го блокпосту поблизу села Світличне Нижнянської селищної ради загинув солдат Дмитро Руснак.
5. 20 лютого — в автомобільній аварії загинув солдат Роман Сусяк.
6. 2 березня — на розтяжці підірвався молодший сержант Володимир Щур.
7. 11 березня — при виконанні бойового завдання в Кримському загинув солдат 24-ї бригади Яременко Ярослав Дмитрович[4].
8. 19 березня — під час обстрілу блокпосту на трасі «Бахмутка» біля Оріхового загинув солдат 24-ї бригади Скубко Віталій Вікторович[5].
9. 22 березня — від поранень помер сержант Поцілуйко Віктор Володимирович[6].
10. 3 квітня — в госпіталі помер солдат Дудка Сергій Миколайович (1975—2015)[7].
11. 6 квітня — загинув у селищі Борівське солдат 24-ї бригади Микола Мінько — підірвався на розтяжці, вибухнула граната «Ф-1»; тоді ж двоє бійців зазнали осколкових поранень й були госпіталізовані.
12. 11 травня — від обширного інфаркту помер солдат Бабух Василь Манолійович[8]
13. 7 червня — в селі Причепилівка Новоайдарського району під час виконання службового завдання загинув сержант Більський Василь Романович[9].
14. 7 червня — солдат Вишневський Степан Іванович.
15. 17 липня — Василевський Володимир Васильович; Кримське[10].
16. 2 серпня — Новотошківка Попаснянського району, Рибаков Василь Володимирович[11].
17. 9 серпня — старшина Пашко Олександр Іванович, Кримське.
18. 2 вересня — солдат Дзуль Тарас Владиславович, помер від поранень[12].
19. 19 жовтня — сержант Матвієвський Артем Олександрович[13].
20. 20 вересня — солдат Поліщук Олег Васильович, бої за Бахмутку.
21. 20 жовтня — солдат Шолудько Олександр Михайлович, бої за Бахмутку.
22. 24 жовтня — солдат Земзеров Віктор В'ячеславович, помер під час несення служби.
23. 6 листопада — молодший сержант Качинський Іван Михайлович[14].
24. 30 грудня — старший солдат Безушко Володимир Вікторович, помер під час несення служби[15].

### 2016
1. 2 січня — Сватове, старший сержант Жук Володимир Дмитрович
2. 20 січня — старший солдат Толочко Ілля Васильович[16].
3. 23 січня — солдат Мороз Петро Іванович.
4. 5 лютого — старший солдат Кшевіцький Олександр Антонович, помер від поранень.
5. 9 березня — солдат Хрієнко Денис Іванович.
6. 27 березня — молодший сержант Соляк Василь Петрович, смт. Новоайдар, помер під час несення служби[17].
7. 8 травня — молодший сержант Нефедьєв Євген Іванович.
8. 11 травня — старший солдат Поперечний Григорій Миколайович[18].
9. 5 червня — солдат Фурманюк Руслан Миколайович[19].
10. 27 серпня — молодший сержант Лавренчук Олександр[20].
11. 16 вересня — сержант Протасевич Андрій Борисович[21].
12. 2 жовтня — солдат Рупа Віктор Миколайович[22].
13. 20 жовтня — молодший сержант Колубай Сергій Миколайович[23].
14. 10 листопада — молодший сержант Юрдига Олег Степанович, бої під Попасною.
15. 5 грудня — молодший сержант Мищишин Дмитро Володимирович[24].
16. 20 грудня — сержант Ратушний Всеволод Валерійович, Золоте, Попаснянський район[25].
17. 20 грудня — солдат Вінярський Олександр Анатолійович.

### 2017
- 10 січня — в бою загинув вояк бригади Ігор Климюк[26].
- 14 січня — капітан Сенюк Віталій Дмитрович, бої на Світлодарській дузі.
- 17 січня — старший солдат Ніколайчук Роман Анатолійович[27].
- 1 березня — старший солдат Пірус Володимир Миколайович.
- 13 березня — старший солдат Князев Володимир Михайлович[28].
- 16 березня — солдат Яворський Микола Васильович.
- 24 березня — сержант Павлів Володимир Віталійович.
- 26 березня — Струк Олександр Богданович, зупинка серця[29].
- 29 березня — солдат Кубішин Богдан Ігорович[30]
- 8 червня — біля Катеринівки в Донецькій області під час ворожого обстрілу загинув солдат Михайло Березка[31].
- 3 жовтня — Кульчицький Володимир Петрович[32].
- 14 грудня — Марчак Віталій Андрійович[33][34].
- 17 грудня — старший солдат Наконечний Дмитро Тарасович[35].

### 2018
- 26 лютого — солдат Казміров Олександр Вікторович, помер від поранень.
- 11 березня — старшина Іванишин Андрій Васильович, Новгородське (Торецька міська рада)[36].
- 8 квітня — стрший прапорщик Майборода Володимир Анатолійович, Зайцеве.
- 17 квітня — Шозда Михайло Іванович, загинув від кулі снайпера[37].
- 20 квітня — солдат Король Павло Анатолійович[38].
- 6 травня — старший солдат Сперелуп Іван Вікторович, Новоселівка (Ясинуватський район).
- 21 травня — старший солдат Куцмай Вячеслав Васильович.
- 21 травня — солдат Маслов Андрій Вікторович.
- 22 травня — сержант Коломієць Богдан Олександрович, Зайцеве[39].
- 26 травня — старший солдат Ферлієвич Віктор Васильович.
- 27 травня — солдат Дашкевич Ярослав Михайлович (* 1996, Вінниччина)[40].
- 31 травня — Довганик Юрій Дмитрович (* 1971)[41][42].
- 31 травня — старший солдат Гранов Костянтин Вячеславович.
- 12 червня — солдат Вільчинський Микола Григорович[43].
- 28 червня — солдати Валерій Шишак та Андрій Волос, бої за Горлівку[43].
- 8 серпня — молодший сержант Український Дмитро Михайлович.
- 16 жовтня — сержант Циганко Юліан Анатолійович[44].
- 4 листопада — старший лейтенант Телегій Віктор Андрійович[45].
- 23 листопада — сержант Канєвський Анатолій Юрійович, позивний «Таліб», командир БМП-2, 5 МБ 13 рота.

### 2019
1. 15 лютого — солдат Кондратюк Руслан Васильович, Мар'їнка.
2. 20 лютого — старший солдат Богоносюк Василь Богданович[46].
3. 1 березня — молодший сержант Харкевич Микола Валерійович[47].
4. 20 березня — старшина Ілик Юрій Михайлович[48].
5. 22 березня — старший сержант Маркевич Володимир Михайлович, Новомихайлівка[49].
6. 30 квітня — солдат Куцик Володимир Анатолійович.[50].
7. 24 травня — солдат Шемракович Віталій Іванович[51].
8. 22 червня — солдат Сорочинський Анатолій Ярославович.
9. 4 липня — старший солдат Лобода Едуард Віталійович[52].
10. 11 липня — старший солдат Салітра Володимир Богданович[53].
11. 20 серпня — солдат Пилипчук Дмитро Миколайович[54].
12. 30 серпня — старший солдат Чумак Павло Юрійович[55].
13. 1 вересня — сержант Грицаюк Олександр Володимирович[56].
14. 1 вересня — солдат Ховалко Богдан Вікторович[57].

### 2020
1. 11 червня — молодший лейтенант Бут Дмитро Ігорович[58].
2. 10 липня — молодший лейтенант Матвіїв Тарас Тарасович, Герой України (посмертно)[59].

### 2021
1. 16 червня — солдат Галуха Роман Андрійович[60].
2. 17 червня — солдат Антоненко Богдан Валерійович[61].
3. 27 червня — головний сержант Іванов Максим Ігорович[62].
4. 30 червня — солдат Гудивок Павло Павлович[63].
5. 9 липня — старший солдат Яськів Володимир Богданович[64].
6. 29 липня — старший солдат Мельничук Сергій Володимирович[65].
7. 11 серпня — солдат Орос Олександр Васильович[66].
8. 19 серпня — старший солдат Островський Василь Степанович[67].
9. 30 серпня — старший солдат Задорожний Роман Андрійович[68].
10. 24 жовтня — солдат Гургула Тарас Богданович[69].
11. 7 листопада — головний сержант Павлисько Віталій Миколайович[70].

### 2022
1. 8 березня 2022 — Каплета Юрій Андрійович, старший солдат
2. 21 березня 2022 — Касьяненко Віталій Васильович. 16 травня 1992, м. Кропивницький. Капітан, артилерист.
3. 23 березня 2022 — Грицина Богдан Зіновійович, солдат
4. 29 березня 2022 -  Скрипник Андрій Вікторович, солдат
5. 1 квітня 2022  — Юрій Руф. Загинув в Луганській області.
6. 5 квітня 2022 — Рахманов Ігор Борисович, старший сержант
7. 9 квітня 2022 — Ільков Олександр Володимирович, сержант.
8. 18 квітня 2022 —  Кігітов Єгор Андрійович, солдат
9. 19 квітня 2022 — Мартинюк-Лотоцький Тарас Степанович. 3 березня 1986, с. Равське. Солдат взводу радіорозвідки розвідувальної роти[71].
10. 20 квітня 2022 — Ковбасюк Андрій Леонідович, солдат. Загинув у м. Попасна[72].
11. 20 квітня 2022 - Лемещук Володимир Володимирович — м. Яворів. Капітан, заступник командира батальйону[73].
12. 22 квітня 2022 — Поремський Віталій Володимирович. 22 роки, с. Гордіївка. Старший солдат, навідник самохідної артилерійської установки «Гвоздика».
13. 22 квітня 2022 - Бреус Юрій Володимирович. Старший солдат. Загинув під н.п. Попасна Луганської області[74].
14. 24 квітня 2022 — Григорів Юрій. 06.05.1998. Старший солдат. Загинув в селі Катеринівка Донецької області[75].
15. 24 квітня 2022 — Бущук Іван Олександрович («Карабін»). 1995, Дніпропетровська область. Учасник ДУК ПС, брав участь в АТО. Лейтенант, командир роти 24ОМБр[76].
16. 26 квітня 2022 — Собко Павло Іванович.  1988, м. Дудінка[77].
17. 1 травня 2022 — Вітюк Ігор Іванович, лейтенант[76].
18. 5 травня 2022 — Заращак Іванна Степанівна, старший солдат, зв'язківець. Загинув у Сіверську.
19. 5 травня 2022 — Зеленський Ігор Владиславович. 14.05.1972, Львівська область. Капітан, командир зенітно-ракетного взводу[76].
20. 9 травня 2022 — Савчук Любомир Олексійович. Лейтенант[76].
21. 10 травня 2022 — Яворський Роман Володимирович, молодший сержант. Загинув в селищі Врубівка[78].
22. 16 травня 2022 — Кузнєцов Віталій Андрійович, солдат
23. 20 травня 2022 — Гнатишин Тарас, старший солдат. Загинув у м. Золоте[79].
24. 23 травня 2022 - Павло Пузирьов, 34 роки. Загинув поблизу міста Золоте Луганської області. До серпня 2025 року вважався зниклим безвісти.
25. 7 липня 2022 - Едуард Тібекін, 33 років. Солдат, стрілець-санітар 1 стрілецького відділення 1 стрілецького взводу 3 стрілецької роти. Загинув  в районі н.п. Івано-Даріївка Донецької області внаслідок артилерійського та танкового обстрілів противником позицій спостережних пунктів та ротного опорного пунктів[80].
26. 9 липня 2022 —  Борсук Іван Михайлович, солдат
27. 9 липня 2022 —  Михальчук Андрій Петрович, старший солдат
28. 9 липня 2022 - Дудар Іван, 39 років. Солдат, рядовий. Загинув внаслідок ракетного удару по місту Часів Яр Донецької області[81].
29. 30 серпня 2022 — Мартиненко Олександр Анатолійович, солдат. Загинув поблизу населеного пункту Новомиколаївка Миколаївської області[82].
30. 3 вересня 2022 — Глушко Олександр Васильович, підполковник.
31. 9 вересня 2022 — Богдан Масяк, старший солдат, командир відділення[83].
32. 13 вересня 2022 —  Бохнак Володимир Михайлович, головний сержант
33. 13 вересня 2022 — Сімонова Ольга Сергіївна, старший сержант[84].
34. 21 вересня 2022 —  Олійник Богдан Олександрович, молодший сержант
35. 23 вересня 2022 — Юрій Романович Лопушанський, лейтенант, командир кулеметного взводу[85].
36. 25 вересня 2022 —  Гомонець Микола Пилипович, солдат
37. 1 жовтня 2022 — Сергій Тарасюк[86].
38. 28 листопада 2022 — Сварицевич Василь Васильович, стрілець станкового гранатомету. Загинув у с. Яковлівка Донецької області[87].
39. 2 грудня 2022 - Щіпановський Володимир, 1980 р.н. Солдат, стрілець-снайпер 3 механізованого відділення 1 механізованого взводу 4 механізованої роти 2 механізованого батальйону. Загинув в районі села Яковлівка Бахмутського району Донецької області[88].
40. 7 грудня 2022 — Полюхович Богдан Віталійович, молодший сержант, командир бойової машини — командир механізованого відділення. Загинув у с. Опитне Донецької області[89].
41. 19 грудня 2022 - Олег Зубик, стрілець-снайпер. Загинув в с. Кліщіївка Донецької області[90].

### 2023
1. 4 січня 2023 — Гордійчук Олександр Йосипович, старший механік. Загинув поблизу м. Бахмут на Донеччині[91].
2. 4 січня 2023 — Івашків Михайло Ігорович. Загинув поблизу м. Бахмут на Донеччині[92].
3. 14 січня 2023 — Шептицький Роман Богданович. Загинув під с. Опитне[93].
4. 18 січня 2023 — Мілованов Віталій Володимирович. Загинув в районі м. Часів Яр Бахмутського району[94].
5. 23 лютого 2023 — Гурин Роман Олександрович, командир інженерно-саперного взводу. Загинув у смт. Нью-Йорк Бахмутського району Донецької області[95].
6. 1 квітня 2023 — Вакаренко Андрій Андрійович, солдат
7. 8 квітня 2023 — Гричина Євгеній Васильович, стрілець-помічник гранатометника. Помер на полігоні в місті Яворів.[96]
8. 11 травня 2023 — Переходько Юрій Федорович, старший розвідник роти спостереження. Загинув у м. Майорськ Донецької області.[97]
9. 11 травня 2023 - Саливончик Василь Анатолійович, сержант
10. 19 травня 2023 —Тарас Кусень, 52 роки. Загинув під час виконання бойового завдання в Бахмуті[98].
11. 21 травня 2023 — Олег Гаврилюк, старший солдат, стрілець-помічник гранатометника. Загинув у Донецькій області[99].
12. 1 липня 2023 - Андрій Олекшій, 40 років. Старший сержант, головний сержант-командир відділення кулеметного взводу 2 стрілецького батальйону. Загинув поблизу н.п. Залізне Донецької області[100].
13. 7 липня 2023 - Івась Віталій Михайлович, 42 роки. Солдат, стрілець-санітар 1 механізованого відділення, 3 механізованого взводу, 6 механізованої роти, 2 механізованого батальйону. Загинув неподалік населеного пункту Дружба Донецької області[101].
14. 9 липня 2022 - Ігор Худий, 44 роки. Кулеметник 3-го стрілецького відділення 1-го стрілецького взводу 6-тої стрілецької роти. Загинув внаслідок ракетного обстрілу поблизу міста Часів Яр Донецької області[102].
15. 15 липня 2023  — Пітчук Остап Тарасович, солдат зводу зв'язку. Загинув за нез'ясованих обставин під Часовим Яром[103].
16. 20 липня 2023 — Філічковський Роман Сергійович, стрілець-помічник гранатометника 421 осб. Загинув у с. Північне Донецької області[104].
17. 27 липня 2023 — Владислав Корнійчук, командир бойової машини. Загинув у Донецькій області.
18. 22 серпня 2023 — Полтавський Андрій, м. Червоноград[105].
19. 24 серпня 2023 — Плющ Вадим Валерійович, старший солдат. Загинув в районі с. Північне на Донеччині[106].
20. 28 серпня 2023 — Зінько Володимир. м. Белз[107].
21. 1 вересня 2023 — Станіслав Федоров, старший сержант, головний сержант стрілецької роти. Загинув у Донецькій області[108].
22. 30 грудня 2023 - Гребеняк Андрій Богданович, 39 років. Солдат, стрілець-санітар 1-го стрілецького відділення 1-го стрілецького взводу 1-шої стрілецької роти, 46-тий окремий стрілецький батальйон. Помер від раптової зупинки серця[109].

### 2024
1. 9 січня 2024 - Добротвор Василь, 30 років. Старший солдат, оператор взводу протитанкових керованих ракет 2-го стрілецького батальйону. Загинув поблизу н.п. Залізне Донецької області[110].
2. 10 червня 2024 — Дубеня Святослав. Помер у лікарні міста Дніпро від поранень у боях за м. Часів Яр на Донеччині[111].
3. 13 липня 2024 - Гондз Тарас Андрійович, 32 роки. Молодший сержант, бойовий медик взводу протитанкових ракетних комплексів 2 стрілецького батальйону. Загинув під час снайперського обстрілу противника в районі н.п. Залізне Донецької області[112].
4. 11 вересня 2024 — Харчук Юрій.
5. 14 вересня 2024 — Смаль Євген (7 лютого 1980, м. Рубіжне, Луганської області)
6. 14 вересня 2024 - Фок Василь(28 років, с. Меденичі)
7. 16 вересня 2024 — Мацюк Любомир. 14 травня 2002, м. Кам'янка-Бузька[113].
8. 2 жовтня 2024— Попадик Володимир. 30 років, с. Повітно Городоцької громади. Загинув у Донецькій області[114].
9. 19 жовтня 2024 - Черниш Іван Вікторович (09.07.1996 р.н., с.Городище, що на Березнівщині Рівненської області). Загинув в районі н.п. Часів Яр Донецької області.
10. 13 листопада 2024 — Капій Стефан (25.03.1981, м. Дубляни)[115] .
11. 13 листопада 2024 — Вороний Іван (7.02.1973, с. Ліщин)[116]
12. 17 грудня 2024 - Мельник Андрій Володимирович, 39 років. Молодший сержант, командир відділення кулеметного взводу 2 стрілецького батальйону, пoзивний «Вiкiнг». Помер в районі населеного пункту Копані на Донеччині[117].

### 2025
1. 6 січня 2025 — Володимир Раков.
2. 10 січня 2025 - Костюк Олег Мирославович, 41 рік. Солдат, сапер 3 інженерно-саперного відділення 1 інженерно-саперного взводу інженерно-саперної роти групи інженерного забезпечення. Загинув у місті Часів Яр Бахмутського району Донецької області[118].
3. 31 липня 2025 - Богдан Войтюк. Житель села Бобʼятин Шептицького району. Під час служби важко захворів, тривалий час лікувався. Помер внаслідок важкого захворювання.

## Матеріали
- Втрати 24-ї бригади [Архівовано 29 квітня 2015 у Wayback Machine.] // Книга Пам'яті